# Пол Џохансон
Пол Џохансон (енгл. Paul Johansson), рођен 26. јануара 1964. године је амерички глумац, сценариста и редитељ канадског порекла. Остао је познат по улогама Дена Скота у серији Три Хил и Ника Вулфа у серији Highlander: The Series. Џохансон је рођен у месту Спокен у америчкој савезној држави Вашингтон, али је детињство провео у Ванкуверу, у Канади.